# دولت کند
دولت کند، روستایی از توابع بخش مرکزی شهرستان بیجار در استان کردستان ایران است.

## جمعیت
این روستا در دهستان خورخوره قرار دارد و براساس سرشماری مرکز آمار ایران در سال ۱۳۸۵، جمعیت آن ۱۱۹ نفر (۲۴خانوار) بوده‌است.